# Biryalhissa, Jevargi
Biryalhissa là một làng thuộc tehsil Jevargi, huyện Gulbarga, bang Karnataka, Ấn Độ.